# Голубятников, Владимир Дмитриевич
Владимир Дмитриевич Голубятников (1892—1955) — геолог-нефтяник, доктор геолого-минералогических наук (1937), профессор (1950).

## Биография
Родился 7 (19) мая 1892 года в городе Иркутск в семье геолога Д. В. Голубятникова (1866—1933), мать была педагогом по дошкольному воспитанию (18??-1932). Семья в это время находилась в ссылке после ареста и осуждения отца (1887), по делу Александра Ульянова.
Среднее образование получил в Петрограде. С 1916 года, под руководством отца, вёл самостоятельные геологические исследования на Урале, Кавказе и Донбассе.
В 1922 году закончил естественное отделение физико-математического факультета Петроградского государственного университета.
В 1918—1920 годах работал геологом в Донском горном департаменте, занимался геологическим картированием восточной части Донбасса.
В 1920—1922 годах преподавал в Ростовском Университете на кафедре геологии и палеонтологии.
В 1922 году был переведён в Нефтяной отдел Главного горного управления в Москве.
С 1924 года перешёл на работу в Геологический комитет в Ленинграде. Был начальником Прикаспийской геологической партии (1928), руководил Крымо-Кавказской группой (1937), заведовал Кабинетом геологии нефти (с 1944).
В 1930—1932 годах был главным редактором Геологического издательства ГГРУ и геологического отдела сборников «Природные газы».
В 1937 году получил учёную степень доктора геолого-минералогических наук без защиты диссертации.
В 1941—1944 годах был эвакуирован на Урал в город Кыштым. Работал во Всесоюзном геологическом фонде.
В 1946 году составил карту фактической и возможной нефтегазоносности СССР (масштаб: 1:2 500 000). Изучал геологию Центрального Предкавказья.
В 1947 году присвоено звание «Генеральный директор геологической службы 3 ранга».
В 1950 году утверждён в звании профессора.
Скончался 28 января 1955 года в Ленинграде. Похоронен на Волковском кладбище, Литераторские мостки.

## Семья
- Брат — учился в Донском политехническом институте, Новочеркасск.
- Жена — Половинкина, Юлия Иринарховна (1895—1974) — геолог[5].
  - Сын — Дмитрий (1934—2012) — геолог.

## Награды и премии
- 1932 — Премия Дагестанского Совнаркома Дагестанской АССР.
- 1946 — Медаль «За доблестный труд в Великой Отечественной войне 1941—1945 гг.»
- 1949 — Орден Ленина[6]

## Членство в организациях
- 1943 — ВКП(б).